# Tři vejce do skla

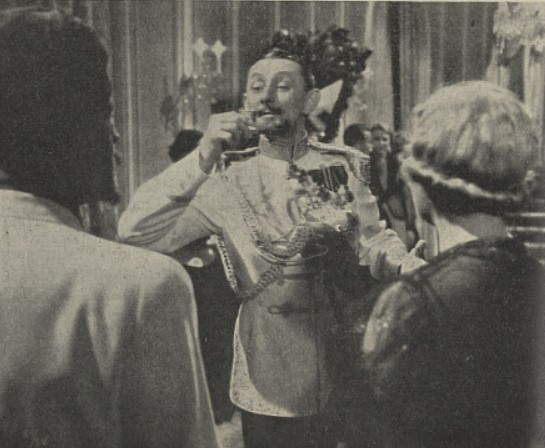
Vlasta Burian ve filmu Tři vejce do skla (1937)

Tři vejce do skla je český film z roku 1937 v režii Martina Friče, v němž hlavní trojroli vytvořil Vlasta Burian.

## Děj
Detektiv Vincenc Babočka (Vlasta Burian) je inspektor civilní strážní bezpečnosti a jeho nadřízený (Theodor Pištěk) ho přehlíží. Jednou večer chytne Babočka bankovního podvodníka Webera (také Vlasta Burian), kterého přepadli inspektoři, právě ve chvíli, když si domlouval schůzku se svými společníky. Od Webera se Babočka dozví, co má za lubem, a protože mu je hodně podobný, převlékne se za něj, aby jeho společníky zatkl.
Inspektoři si ho ale spletou a zatknou ho. Weber, kterého přivede někdo jiný, uteče. Babočkův nadřízený ho pošle na vyšetření. Lékař (Jaroslav Marvan) ho pošle do Karlových Varů. Hned ve vlaku však přijde na stopu, a pozná maharadžu Yohiru (Rudolf Kadlec), který také jede do Varů. Ve Varech v pátrání pokračuje a když si na terase hotelu Richmond objedná nejlevnější „Tři vejce do skla“, nevědomky vysloví heslo Weberových kompliců. A protože je právě převlečen za Webera, tak si ho tito komplici Jiřina (Míla Reymonová) a Frank (Bohuš Záhorský) spletou a dají mu klíče od Weberova pokoje.
V pokoji ho převlečou do uniformy knížete Nariškina (opět Vlasta Burian), aby na večírku zjistil, kde má maharadža schované tři diamanty. Na večírku předvede Babočka různé národní tance a dozví se, kde drahokamy jsou. Pozdě v noci se opilý vrátí do pokoje a v té chvíli se tam objeví i pravý Weber. Babočkovi pomůžou Weberovi komplici Webera zneškodnit (aniž by věděli, kdo je pravý). Ráno chce Babočka hlídat maharadžovy démanty. Ukáže se ale, že maharadža i jeho diamanty jsou falešní. Nepravý maharadža pak společně se svým společníkem (Karel Dostal) ukradne pravé démanty i šek obchodníka van Houdena a další šperky klenotníků.
Po několika výměnách Babočky a Webera se Babočkovi za pomoci jeho psa podaří šperky a démanty získat. Obě bandy pak utečou letadlem, kde se dozví, že o všechno přišli, šek získal van Houden (Antonín Novotný) zase zpátky díky maharadžově sekretářce Sandře Kotové (Helena Bušová). Babočka všechny lotry zneškodní, předá jejich hlídání van Houdenovi a vyskočí padákem z letadla. Po dopadu zavolá policii, která po přistání letadla zločince zatkne. Babočka je vyznamenán, povýšen a pak ještě promluví do rozhlasu…

## Zajímavosti
- Ve 24. filmu, ve filmu si zahrál i Burianův pes Rolf.[1]

## Obsazení
- Vlasta Burian (role: detektiv Vincenc Babočka, falešný podvodník Leon Weber a falešný ruský kníže Nariškin)
- Míla Reymonová (Jiřina, Weberova milenka)
- Bohuš Záhorský (Frank, Weberův komplic)
- Rudolf Kadlec (falešný maharadža Yohir)
- Karel Dostal (tajemník nepravého maharadži)
- Antonín Novotný (van Houden)
- Helena Bušová (Sandra Kotová, sekretářka nepravého maharadži)
- Teodor Pištěk (policejní komisař)
- Jan W. Speerger
- Emanuel Kovařík
- Julius Baťa
- Václav Piskáček (inspektoři)
- Čeněk Šlégl (Babočkův klient)
- Jaroslav Marvan (lékař)
- Václav Menger (portýr v hotelu)
- Miloš Šubrt (drožkář v Karlových Varech)
- Josef Steigl – Špejbl (cestující ve vlaku)
- Vladimír Pospíšil–Born
- Ada Karlovský
- Jaroslav Bráška (obchodník s klenoty)
- Jiří Hojer (Nick Carter)
- Josef Zora (Lecocq)
  - ... pes Rolf

## Autorský tým
- Námět: Jan Gerstel
- Scénář: Václav Wasserman
- Režie: Martin Frič
- Kamera: Ferdinand Pečenka
- Hudba: Eman Fiala
- Texty písní: Jarka Mottl
- Výroba: UFA

## Technické údaje
- Rok výroby: 1937
- Premiéra: 24. září 1937
- Zvuk: zvukový
- Barva: černobílý
- Délka: 85 minut
- Druh filmu: komedie, krimi
- Země původu: Československo
- Jazyk: český
- Natočeno v: ateliérech Barrandov, exteriéry v Karlových Varech